# Населення Нідерландів
Насе́лення Нідерла́ндів. Чисельність населення країни 2015 року становила 16,947 млн осіб (67-ме місце у світі). Чисельність нідерландців стабільно збільшується, народжуваність 2015 року становила 10,83 ‰ (181-ше місце у світі), смертність — 8,66 ‰ (74-те місце у світі), природний приріст — 0,41 % (164-те місце у світі) . 

## Природний рух

### Відтворення
Народжуваність у Нідерландах станом на 2015 рік дорівнює 10,83 ‰ (181-ше місце у світі). Коефіцієнт потенційної народжуваності 2015 року становив 1,78 дитини на одну жінку (155-те місце у світі). Останнім часом чисельність сімей, які мають четверо й більше дітей, дуже впала, але кількість сімей з трьома дітьми мало змінилася. Зменшення чисельності великих сімей стосується всіх етнічних груп, і це найбільш торкнулося сімей іммігрантів з неєвропейських країн (особливо Марокко і Туреччини). Простежується тенденція, що маленькі сім'ї найчастіше зустрічаються в католицьких районах Нідерландів, а великі в протестантських.
Рівень застосування контрацепції 69 % (станом на 2008 рік). Середній вік матері при народженні першої дитини становив 29,4 року (оцінка на 2011 рік).
Смертність у Нідерландах 2015 року становила 8,66 ‰ (74-те місце у світі).
Природний приріст населення в країні 2015 року становив 0,41 % (164-те місце у світі).

### Вікова структура

Віково-статева піраміда населення Нідерландів, 2016 рік

Середній вік населення Нідерландів становить 42,5 року (23-тє місце у світі): для чоловіків — 41,4, для жінок — 43,4 року. Очікувана середня тривалість життя 2015 року становила 81,23 року (24-те місце у світі), для чоловіків — 79,11 року, для жінок — 83,47 року.
Вікова структура населення Нідерландів, станом на 2015 рік, мала такий вигляд:
- діти віком до 14 років — 16,73 % (1 450 957 чоловіків, 1 384 576 жінок);
- молодь віком 15—24 роки — 12,15 % (1 049 802 чоловіки, 1 009 250 жінок);
- дорослі віком 25—54 роки — 40,12 % (3 412 016 чоловіків, 3 388 119 жінок);
- особи передпохилого віку (55—64 роки) — 13,02 % (1 099 594 чоловіки, 1 107 401 жінка);
- особи похилого віку (65 років і старіші) — 17,97 % (1 373 111 чоловіків, 1 673 078 жінок)[2].

### Шлюбність— розлучуваність
Коефіцієнт шлюбності, тобто кількість шлюбів на 1 тис. осіб за календарний рік, дорівнює 4,4; коефіцієнт розлучуваності — 1,9; індекс розлучуваності, тобто відношення шлюбів до розлучень за календарний рік — 43 (дані за 2009 рік). Середній вік, коли чоловіки беруть перший шлюб, дорівнює 33 роки, жінки — 30,4 року, загалом — 31,7 року (дані за 2014 рік).

## Розселення

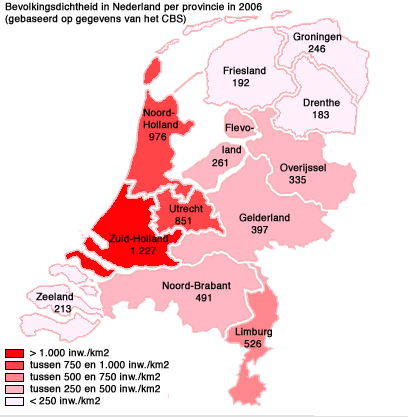
Густота населення Нідерландів

Густота населення країни 2015 року становила 501,9 особи/км² (31-ше місце у світі). Найбільш заселеним регіоном країни виступає Рандстад (міста Амстердам, Гаага, Утрехт, Роттердам). Найменш густо населені північні регіони (Фрисландія). Протягом останніх 5 років середня густота населення зросла на 15 осіб/км², а в провінції Флеволанд цей показник становив 39 осіб/км² (провінція була створена на осушених територіях, і спочатку її населення було маленьким). Найшвидше зростають провінції Утрехт, Північна Голландія і Південна Голландія.

### Урбанізація
Нідерланди надзвичайно урбанізована країна. Рівень урбанізованості становить 90,5 % населення країни (станом на 2015 рік), темпи зростання частки міського населення — 1,05 % (оцінка тренду за 2010—2015 роки). Нідерланди є найбільш густонаселеною країною Європи, не рахуючи карликових держав, за розміром території та чисельності населення королівство можна порівняти з Московською областю без Москви).
Головні міста держави: Амстердам (столиця) — 1,091 млн осіб, Роттердам — 993,000, Гаага — 650,0 тис. осіб (дані за 2015 рік).

### Міграції
Річний рівень імміграції 2015 року становив 1,95 ‰ (52-ге місце у світі). Цей показник не враховує різниці між законними і незаконними мігрантами, між біженцями, трудовими мігрантами та іншими. Склад населення королівства Нідерландів має такий вигляд: 80,7 % — етнічні голландці, 5 % — вихідці з країн Євросоюзу, індонезійці — 2,4 %, турки — 2,2 %, суринамці і марокканці — по 2 % загальної кількості населення.

#### Імміграція
Іммігрантів найбільше у великих містах. У чотирьох найбільших містах (Амстердам, Гаага, Роттердам і Утрехт) зростає співвідношення іммігрантів та корінного населення серед дітей. В Амстердамі 55 % дітей з родин іммігрантів, у Роттердамі це число також понад 50 %. Приблизно 33 % Населення Амстердама, Роттердама і Гааги — іммігранти з неєвропейських країн, це набагато більше, ніж у цілому по країні (11 %, приблизно 1,8 мільйона).

#### Еміграція
За кордоном більшість нідерландців проживає в Бельгії — 116,97 тис. осіб, а чисельність фламандців там 6,16 млн осіб, потім йдуть США, ПАР, Канада, Австралія, Німеччина, Велика Британія.

#### Біженці й вимушені переселенці
Станом на 2015 рік, у країні постійно перебуває 17,4 тис. біженців з Сомалі, 16,18 тис. з Сирії, 12,39 з Іраку, 10,87 з Еритреї, 5,8 з Афганістану.
У країні мешкає 1,95 тис. осіб без громадянства.
Нідерланди є членом Міжнародної організації з міграції (IOM).

## Расово-етнічний склад
| Етнічний склад (2014 рік) | Етнічний склад (2014 рік) | Етнічний склад (2014 рік) | Етнічний склад (2014 рік) | Етнічний склад (2014 рік) |
| ------------------------- | ------------------------- | ------------------------- | ------------------------- | ------------------------- |
| Етнос:                    |                           |                           | Відсоток:                 |                           |
| голландці                 | голландці                 |                           | 78.6%                     | 78.6%                     |
| європейці                 | європейці                 |                           | 5.8%                      | 5.8%                      |
| турки                     | турки                     |                           | 2.4%                      | 2.4%                      |
| індонезійці               | індонезійці               |                           | 2.2%                      | 2.2%                      |
| марокканці                | марокканці                |                           | 2.2%                      | 2.2%                      |
| суринамці                 | суринамці                 |                           | 2.1%                      | 2.1%                      |
| карибські «голландці»     | карибські «голландці»     |                           | 0.8%                      | 0.8%                      |
| інші                      | інші                      |                           | 5.9%                      | 5.9%                      |

Головні етноси країни: голландці — 78,6 %, європейці — 5,8 %, турки — 2,4 %, індонезійці — 2,2 %, марокканці — 2,2 %, суринамці — 2,1 %, карибські «голландці» — 0,8 %, інші — 5,9 % населення (оціночні дані за 2014 рік).

## Мови
| Мови Нідерландів (2015 рік) | Мови Нідерландів (2015 рік) | Мови Нідерландів (2015 рік) | Мови Нідерландів (2015 рік) | Мови Нідерландів (2015 рік) |
| --------------------------- | --------------------------- | --------------------------- | --------------------------- | --------------------------- |
| Мова:                       |                             |                             | Відсоток:                   |                             |
| голландська                 | голландська                 |                             | %                           | %                           |
| фризька                     | фризька                     |                             | %                           | %                           |
| нижньосаксонська            | нижньосаксонська            |                             | %                           | %                           |
| лімбурзька                  | лімбурзька                  |                             | %                           | %                           |
| циганська                   | циганська                   |                             | %                           | %                           |
| їдиш                        | їдиш                        |                             | %                           | %                           |
| англійська мова             | англійська мова             |                             | %                           | %                           |
| пап'яменто                  | пап'яменто                  |                             | %                           | %                           |

Офіційна мова: голландська. Інші поширені мови: фризька (офіційна у Фрисландії), нижньосаксонська, лімбурзька, циганська й їдиш (на всій території держави). Голландська мова використовується як офіційна на Карибських островах, що входять до складу Королівства Нідерландів, англійська мова на островах Сінт-Естатіус і Саба, пап'яменто — на острові Бонайре. Нідерланди, як член Ради Європи, 5 листопада 1992 року підписали і ратифікували 2 травня 1996 року Європейську хартію регіональних мов (вступила в дію 1 березня 1998 року). Регіональними мовами визнані: західнофризька (у Фрисланді), лімбурзька (у Лімбурзі), нижньонімецька, циганська, їдиш.

## Релігії
| Релігії в Нідерландах (2009 рік) | Релігії в Нідерландах (2009 рік) | Релігії в Нідерландах (2009 рік) | Релігії в Нідерландах (2009 рік) | Релігії в Нідерландах (2009 рік) |
| -------------------------------- | -------------------------------- | -------------------------------- | -------------------------------- | -------------------------------- |
| Віросповідання:                  |                                  |                                  | Відсоток:                        |                                  |
| католики                         | католики                         |                                  | 28%                              | 28%                              |
| протестанти                      | протестанти                      |                                  | 19%                              | 19%                              |
| мусульмани                       | мусульмани                       |                                  | 5%                               | 5%                               |
| інші                             | інші                             |                                  | 6%                               | 6%                               |
| атеїсти                          | атеїсти                          |                                  | 42%                              | 42%                              |

Головні релігії й вірування, які сповідує, і конфесії та церковні організації, до яких відносить себе населення країни: римо-католицтво — 28 %, протестантизм — 19 % (Нідерландська реформатська церква — 9 %, Протестантська церква Нідерландів — 7 %, кальвінізм — 3 %), іслам — 5 %, інші — 6 % (індуїзм, буддизм, Свідки Єгови, православ'я), не сповідують жодної — 42 % (станом на 2009 рік).

## Освіта
Рівень письменності 2015 року становив 99 % дорослого населення (віком від 15 років): 99 % — серед чоловіків, 99 % — серед жінок. Державні витрати на освіту становлять 5,6 % ВВП країни, станом на 2013 рік (45-те місце у світі). Середня тривалість освіти становить 18 років, для хлопців — до 18 років, для дівчат — до 18 років (станом на 2012 рік).

## Охорона здоров'я
Забезпеченість лікарняними ліжками в стаціонарах — 4,7 ліжка на 1000 мешканців (станом на 2009 рік). Загальні витрати на охорону здоров'я 2014 року становили 10,9 % ВВП країни (7-ме місце у світі).
Смертність немовлят до 1 року, станом на 2015 рік, становила 3,62 ‰ (201-ше місце у світі); хлопчиків — 3,91 ‰, дівчаток — 3,32 ‰. Рівень материнської смертності 2015 року становив 7 випадків на 100 тис. народжень (171-ше місце у світі).
Нідерланди входить до складу ряду міжнародних організацій: Міжнародного руху (ICRM) і Міжнародної федерації товариств Червоного Хреста і Червоного Півмісяця (IFRCS), Дитячого фонду ООН (UNISEF), Всесвітньої організації охорони здоров'я (WHO).

### Захворювання
Кількість хворих на СНІД невідома, дані про відсоток інфікованого населення в репродуктивному віці 15—49 років відсутні. Дані про кількість смертей від цієї хвороби за 2014 рік відсутні.
Частка дорослого населення з високим індексом маси тіла 2014 року становила 21,9 % (103-тє місце у світі).

### Санітарія
Доступ до облаштованих джерел питної води 2015 року мало 100 % населення в містах і 100 % в сільській місцевості; загалом 100 % населення країни. Відсоток забезпеченості населення доступом до облаштованого водовідведення (каналізація, септик): у містах — 97,5 %, в сільській місцевості — 99,9 %, загалом по країні — 97,7 % (станом на 2015 рік). Споживання прісної води, станом на 2008 рік, дорівнює 10,61 км³ на рік, або 636,7 тонни на одного мешканця на рік: з яких 12 % припадає на побутові, 88 % — на промислові, 1 % — на сільськогосподарські потреби.

## Соціально-економічне становище
Співвідношення осіб, що в економічному плані залежать від інших, до осіб працездатного віку (15—64 роки) загалом становить 53,3 % (станом на 2015 рік): частка дітей — 25,3 %; частка осіб похилого віку — 27,9 %, або 3,6 потенційно працездатного на 1 пенсіонера. Загалом ці показники характеризують рівень потреби державної допомоги в секторах освіти, охорони здоров'я і пенсійного забезпечення, відповідно. За межею бідності 2013 року перебувало 9,1 % населення країни. Розподіл доходів домогосподарств у країні має такий вигляд: нижній дециль — 2,1 %, верхній дециль — 24,5 % (станом на 2012 рік).
Станом на 2016 рік уся країна була електрифікована, усе населення країни мало доступ до електромереж. Рівень проникнення інтернет-технологій надзвичайно високий. Станом на липень 2015 року в країні налічувалось 15,778 млн унікальних інтернет-користувачів (34-те місце у світі), що становило 93,1 % загальної кількості населення країни.

### Трудові ресурси
Загальні трудові ресурси 2015 року становили 7,884 млн осіб (62-ге місце у світі). Зайнятість економічно активного населення у господарстві країни розподіляється таким чином: аграрне, лісове і рибне господарства — 1,8 %; промисловість і будівництво — 17 %; сфера послуг — 81,2 % (станом на 2013 рік). Безробіття 2015 року дорівнювало 6,9 % працездатного населення, 2004 року — 7,4 % (82-ге місце у світі); серед молоді у віці 15—24 років ця частка становила 10,5 %, серед юнаків — 9,7 %, серед дівчат — 11,3 % (102-ге місце у світі).

## Кримінал

### Наркотики

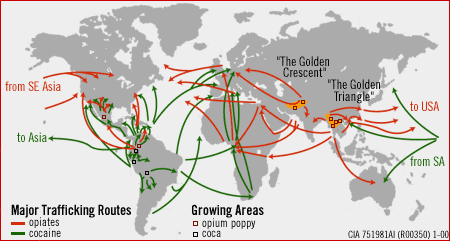
Світові маршрути наркотрафіку

Великий європейський виробник синтетичних наркотиків, екстазі, марихуани; важливі європейські ворота наркотрафіку кокаїну, гашишу і героїну до Європи; один з головних постачальників екстазі на ринок США; великий внутрішній попит на екстазі; через великий розвинений фінансовий сектор, країна уразлива до відмивання грошей, отриманих кримінальним шляхом.

### Торгівля людьми
Згідно зі щорічною доповіддю про торгівлю людьми (англ. Trafficking in Persons Report) Управління з моніторингу та боротьби з торгівлею людьми Державного департаменту США, уряд Нідерландів докладає всіх можливих зусиль у боротьбі з явищем примусової праці, сексуальної експлуатації, незаконною торгівлею внутрішніми органами, законодавство відповідає всім вимогам американського закону 2000 року щодо захисту жертв (англ. Trafficking Victims Protection Act’s), держава перебуває у списку першого рівня.

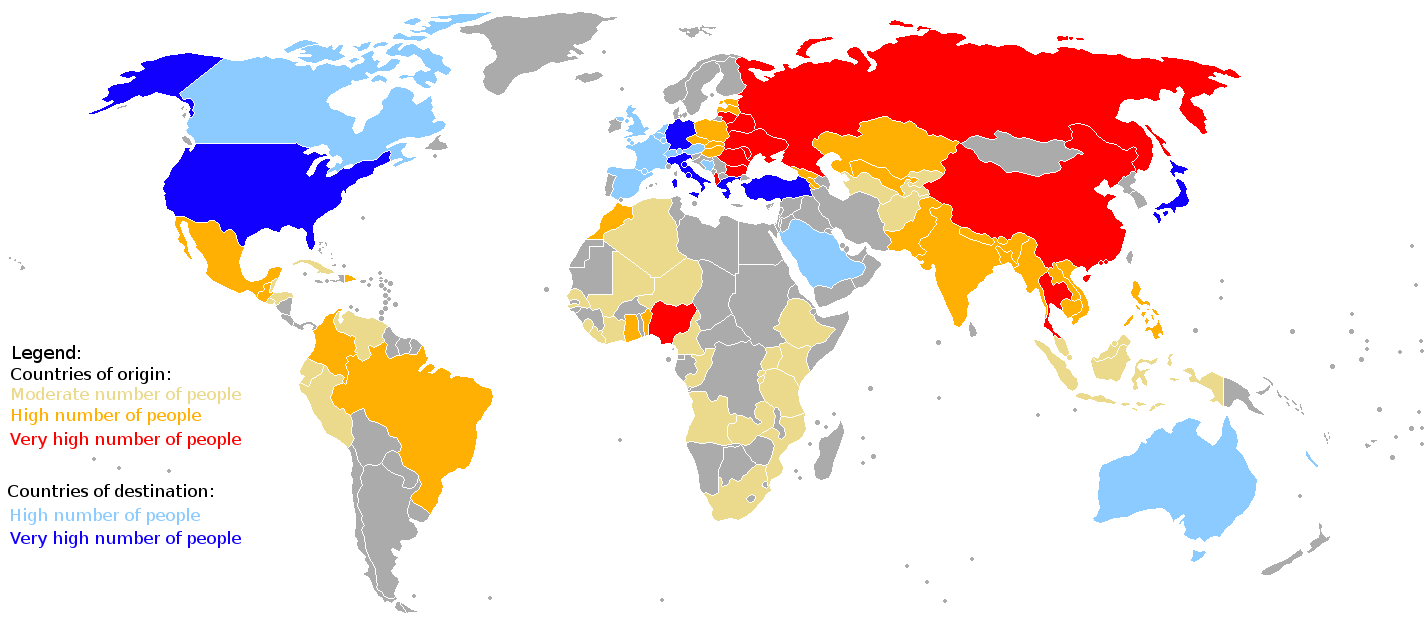
Країни-донори (червоний) і країни-реципієнти кримінальних потоків  (англ.)
Глобальна боротьба з торгівлею людьми (англ.)

## Гендерний стан
Статеве співвідношення (оцінка 2015 року):
- при народженні — 1,05 особи чоловічої статі на 1 особу жіночої;
- у віці до 14 років — 1,05 особи чоловічої статі на 1 особу жіночої;
- у віці 15—24 років — 1,04 особи чоловічої статі на 1 особу жіночої;
- у віці 25—54 років — 1,01 особи чоловічої статі на 1 особу жіночої;
- у віці 55—64 років — 0,99 особи чоловічої статі на 1 особу жіночої;
- у віці за 64 роки — 0,82 особи чоловічої статі на 1 особу жіночої;
- загалом — 0,98 особи чоловічої статі на 1 особу жіночої[2].

## Демографічні дослідження
Демографічні дослідження в країні ведуться рядом державних і наукових установ:
- Центральне управління статистики Нідерландів (нід. Centraal Bureau voor de Statistiek).

### Українською
- Атлас. 10—11 клас. Економічна і соціальна географія світу / упорядники :  О. Я. Скуратович, Н. І. Чанцева. — К. : ДНВП «Картографія», 2010. — ISBN 978-966-475-639-3.
- Атлас світу / голов. ред. І. С. Руденко ; зав. ред. В. В. Радченко ; відп. ред. О. В. Вакуленко. — К. : ДНВП «Картографія», 2005. — 336 с. — ISBN 9666315467.
- Безуглий В. В. Економічна і соціальна географія зарубіжних країн : Навчальний посібник. — К. : ВЦ «Академія», 2007. — 704 с. — ISBN 978-966-580-239-6.
- Безуглий В. В., Козинець С. В. Регіональна економічна і соціальна географія світу : Навчальний посібник. — видання 2-ге, доп., перероб. — К. : ВЦ «Академія», 2007. — 688 с. — ISBN 966-580-144-9.
- Гудзеляк І. І. Географія населення: Навчальний посібник / І. Гудзеляк. — Л. : Видавничий центр ЛНУ імені Івана Франка, 2008. — 232 с. — ISBN 978-966-613-599-8.
- Дахно І. І. Країни світу: Енциклопедичний довідник / І. І. Дахно, С. М. Тимофієв. — К. : Мапа, 2011. — 606 с. — (Бібліотека нового українця) — ISBN 978-966-8804-23-6.
- Дахно І. І. Економічна географія зарубіжних країн : навчальний посібник. — К. : Центр учбової літератури, 2014. — 319 с. — ISBN 978-611-01-0682-5.
- Джаман В. О. Регіональні системи розселення: демографічні аспекти. — Чернівці : Рута, 2003. — 392 с. — ISBN 9665685988.
- Дорошенко Л. С. Демографія: Навчальний посібник. — К. : МАУП, 2005. — 112 с. — ISBN 966-608-442-2.
- Дубович І. А. Країнознавчий словник-довідник. — 5-те вид., перероб. і доп. — К. : Знання, 2008. — 839 с. — ISBN 978-966-346-330-8.
- Економічна і соціальна географія країн світу. Навчальний посібник / За ред. Кузика С. П. — Л. : Світ, 2002. — 672 с. — ISBN 966-603-178-7.
- Загальна медична географія світу / В. О. Шевченко [та ін.] — К. : [б.в.], 1998. — 178 с.
- Крисаченко В. С. Динаміка населення: Популяційні, етнічні та глобальні виміри. — К. : Видавництво Національного інституту стратегічних досліджень, 2005. — 368 с. — ISBN 966-554-083-1.
- Любіцева О. О., Мезенцев К. В., Павлов С. В. Географія релігій. — К. : АртЕК, 1999. — 504 с. — ISBN 966-505-006-0.
- Масляк П. О. Країнознавство. — К. : Знання, 2007. — 292 с. — (Вища освіта XXI століття)
- Масляк П. О., Дахно І. І. Економічна і соціальна географія світу / П. О. Масляк, І. І. Дахно ; за ред. П. О. Масляка. — К. : Вежа, 2003. — 280 с. — ISBN 966-7091-53-8.

### Російською
- (рос.) Нидерланды // Демографический энциклопедический словарь / главн. ред. Валентей Д. И. — М. : Советская энциклопедия, 1985. — 608 с.
- (рос.) Нидерланды // Страны и народы. Зарубежная Европа. Западная Европа / Редкол. : В. П. Максаковский (отв. ред.) и др. — М. : «Мысль», 1979. — 381 с. — (Страны и народы) — 180 тис. прим.
- (рос.) Атлас народов мира / Отв. ред. С. И. Брук и В. С. Апенченко. — М. : ГУГК ГГК СССР и Институт этнографии им. Н. Н. Миклухо-Маклая АН СССР, 1964. — 185 с. — 20 тис. прим.
- (рос.) Численность и расселение народов мира. Этнографические очерки / под ред. С. И. Брука. — М. : Издательство АН СССР, 1962. — 487 с.
- (рос.) Лаппо Г. М. География городов: Учебное пособие для географических факультетов вузов. — М. : Туманит, изд. центр ВЛАДОС, 1997. — 476 с. — ISBN 5-691-00047-0.
- (рос.) Урланис Б. Ц. Рост населения в Европе (опыт исчисления). — М. : ОГИЗ-Госполитиздат, 1941. — 436 с.
- (рос.) Ягельский А. География населения. — М. : Прогресс, 1980. — 383 с.